# Fritillaria graeca
Fritillaria graeca är en liljeväxtart som beskrevs av Pierre Edmond Boissier och Wilhelm von Spruner. Fritillaria graeca ingår i Klockliljesläktet och i familjen liljeväxter. IUCN kategoriserar arten globalt som otillräckligt studerad.

## Underarter
Arten delas in i följande underarter:
- F. g. graeca
- F. g. thessala